# 马克·大卫·查普曼

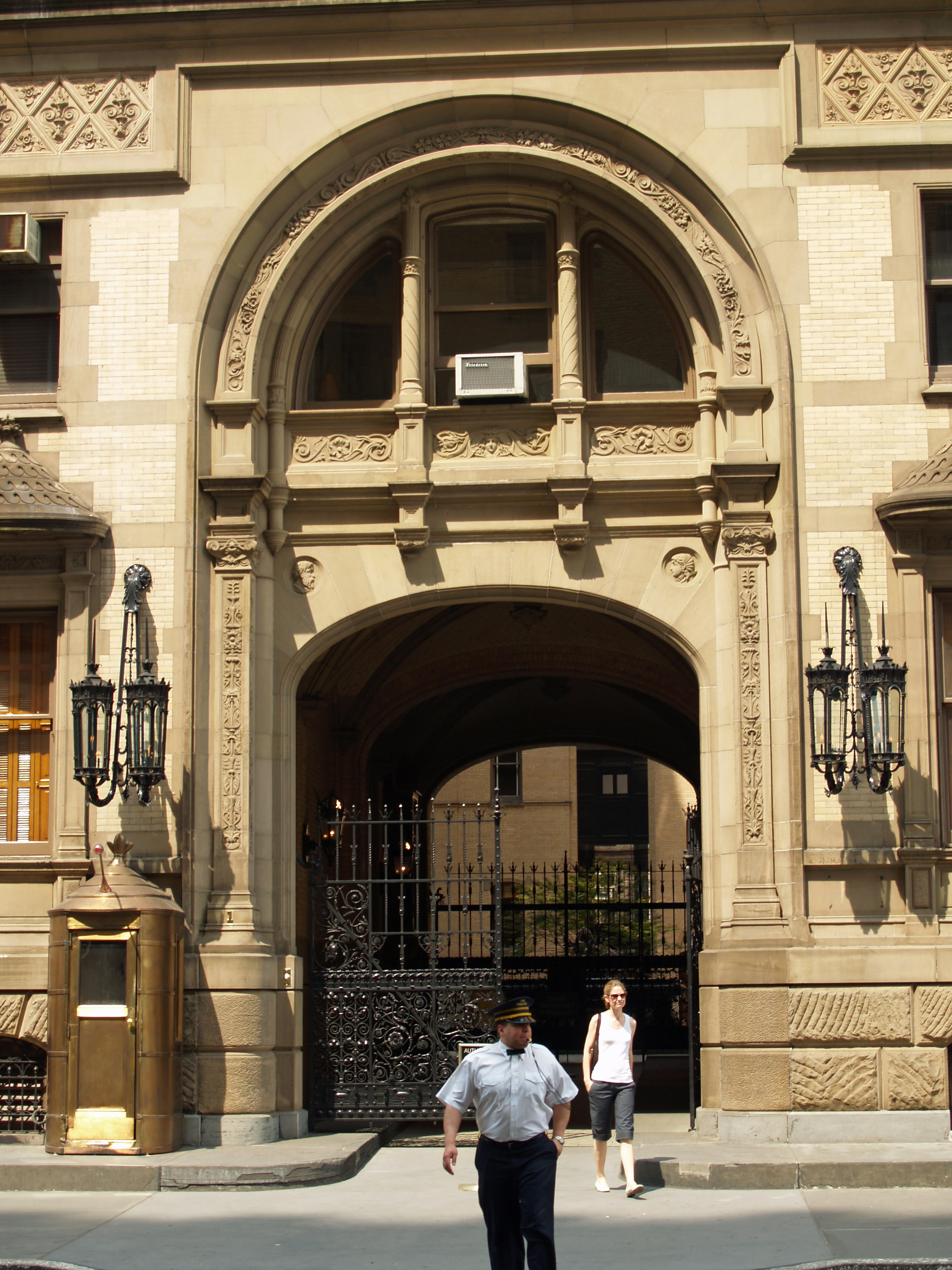
前披頭四樂隊成員約翰·列儂在纽约的住宅門前被查普曼刺殺

马克·大卫·查普曼（英語：Mark David Chapman，1955年5月10日—），是一名美國罪犯，他1980年12月8日在紐約市槍殺了英國音樂家约翰·列侬，當列儂走進他的居住地達科他公寓的拱門時，查普曼使用查特阿姆斯左輪手槍，在距離幾碼外向列儂開槍射擊。藍儂背後被擊中四次，被迅速送往羅斯福醫院治療，但宣告抵達時已經身亡。查普曼在射擊後未嘗試逃跑或抵抗逮捕，而是留在現場。
查普曼在佐治亞州迪凱特長大，曾是披頭四樂隊的粉絲，但卻對列儂的生活方式和公開發言感到憤怒，例如列儂認為披頭四樂隊「比耶稣更受欢迎」以及後來兩首歌《上帝》和《想像》的歌詞。在謀殺事件前的幾年裡，美國作家杰罗姆·大卫·塞林格的小說《麥田捕手》對他來說具有極大的個人意義，以至於他將小說主人翁霍頓·考菲爾德視為榜樣。事發前，查普曼曾考慮過殺害其他公眾人物，包括大衛·鮑伊 、约翰尼·卡森、保羅·麥卡尼、罗纳德·里根和伊麗莎白·泰勒。他之前沒有犯罪記錄，他在犯案前曾在夏威夷州的一份保安工作中辭職。
謀殺案發生之後，查普曼的法律團隊原本打算以心理健康專家的證詞提出精神障碍辩护，稱他處於思覺失調狀態。然而，他們後來改為與檢察官合作，檢察官認為他的症狀未達到精神分裂症的診斷標準。隨著審判日期臨近，查普曼告訴他的律師，他想要根據上帝的旨意來認罪。法官批准了查普曼的請求，並裁定他有資格接受審判。最終，他被判處終身監禁，附帶提供精神健康治療。
在監獄的前六年內，查普曼拒絕了新聞採訪的請求。後來，他表示對謀殺感到遺憾，並且不想給人一種他是為了名聲和惡名而殺害藍儂的印象。他最終向記者傑克·瓊斯提供了錄音採訪，瓊斯利用這些採訪寫成了1992年的調查書《讓我帶你走：馬克·大衛·查普曼的內心深處》。2000年，查普曼有資格申請假釋，但之後已被拒絕12次。兩部以他的生活為基礎的電影分別是《約翰·藍儂的謀殺》（2006年）和《第27章》（2007年）。2022年3月30日，他被轉移到位於紐約州東部杜且斯縣的比克曼格林黑文監獄。